# Julia Daudet
Julia Daudet (nascida Julia Allard; Paris, 13 de julho de 1844 — Paris, 23 de abril de 1940), foi uma escritora, poeta e jornalista francesa, esposa e colaboradora de Alphonse Daudet, e mãe de León, Lucien e Edmée Daudet.